# Угрюмова, Маргарита Николаевна
Маргарита Николаевна Угрюмова (29 января 1927, Шатрово, Уральская область — 11 июня 2008, Тюмень) — передовик советского машиностроения, токарь Тюменского завода строительных машин, Герой Социалистического Труда (1960), депутат Верховного Совета СССР VI созыва, делегат XXI съезда КПСС.

## Биография
Маргарита Николаевна Угрюмова родилась 29 января 1927 года в селе Шатрово Шатровского сельсовета Шатровского района Тюменского округа Уральской области, ныне село — административный центр Шатровского муниципального округа Курганской области. Русская.
Окончила шесть классов.
2 января 1943 года была принята на работу учеником токаря на заводе № 766 (впоследствии «Тюменский завод строительных машин», ныне ООО «Строймаш»). За 2 дня окончив курсы обучения, стала трудиться токарем изготавливая стабилизаторы миномётных мин калибра 82 мм для фронта по 2000 шт. в смену. 
В 1944 году стала победителем в социалистическом соревновании комсомольских бригад «Всё для Победы». После завершения Великой Отечественной войны продолжила работать токарем на этом заводе, где был налажен выпуск бетономешалок и растворомешалок. Она стала одним из лучших профессионалом своего дела, отличным наставником для молодых специалистов.
В 1947 году вступила в ВЛКСМ.
В 1953 году вступила в КПСС.
За 4 года (1956—1959) выполнила 11 годовых норм.
Указом Президиума Верховного Совета СССР от 7 марта 1960 года за особые заслуги и высокие производственные достижения в машиностроение, в честь празднования Международного женского дня токарю Тюменского завода строительных машин Тюменского совнархоза Маргарите Николаевне Угрюмовой было присвоено звание Героя Социалистического Труда с вручением ордена Ленина и медали «Серп и Молот».
Была избрана делегатом XXI съезда КПСС (1959), депутатом Совет Союза Верховного Совета СССР VI созыва (1962—1966), членом Тюменского областного комитета КПСС.
Работала токарем до выхода на заслуженный отдых. Трудовой стаж 46 лет.
Проживала в городе Тюмени Тюменской области.
Маргарита Николаевна Угрюмова умерла 11 июня 2008 года.

## Награды
- Герой Социалистического Труда, 7 марта 1960 года, награду вручал Маршал Советского Союза Будённый Семён Михайлович[10]
  - Орден Ленина № 331287
  - Медаль «Серп и Молот» № 8385
- Орден «Знак Почёта», 30 мая 1977 года
- медали
- Почётный гражданин города Тюмени, 15 мая 1975 года[11]
- Внесена в Книгу почёта Центрального комитета ВЛКСМ[12]
- Ударник коммунистического труда

## Память
- Улица Маргариты Угрюмовой в пос. Березняковский Центрального административного округа города Тюмени.
- В  Государственном архиве Тюменской области хранится Фонд № Р-1854. Депутаты Верховного Совета СССР и РСФСР (Караваев С.А., Угрюмова М.Н., Черезов И.В., Полевщиков Ф.С., Савин М.Я., Яковлева Г.П., Ернов Л.Ф.). Впервые документы Угрюмовой М.Н. поступили на государственное хранение в 1974 году[13].

## Семья
- Двое детей: дочь Наталья, сын Алексей.